# Marczyce
Marczyce (do 1945 niem. Märzdorf, w 1946 także Marcinkowice) – wieś w Polsce położona w województwie dolnośląskim, w powiecie karkonoskim, w gminie Podgórzyn.

## Podział administracyjny
W latach 1975–1998 miejscowość administracyjnie należała do województwa jeleniogórskiego.

## Zabytki
Do wojewódzkiego rejestru zabytków wpisany jest obiekt:
- dom mieszkalno-gospodarczy, działka nr 134/3, murowano-szachulcowy, z 1716 r., przebudowany w 1730 r.

W gminnej ewidencji zabytków znajdują się budynki o nr 1, 2, 7, 16, 32, 47 oraz stanowiska archeologiczne we wsi.

## Galeria

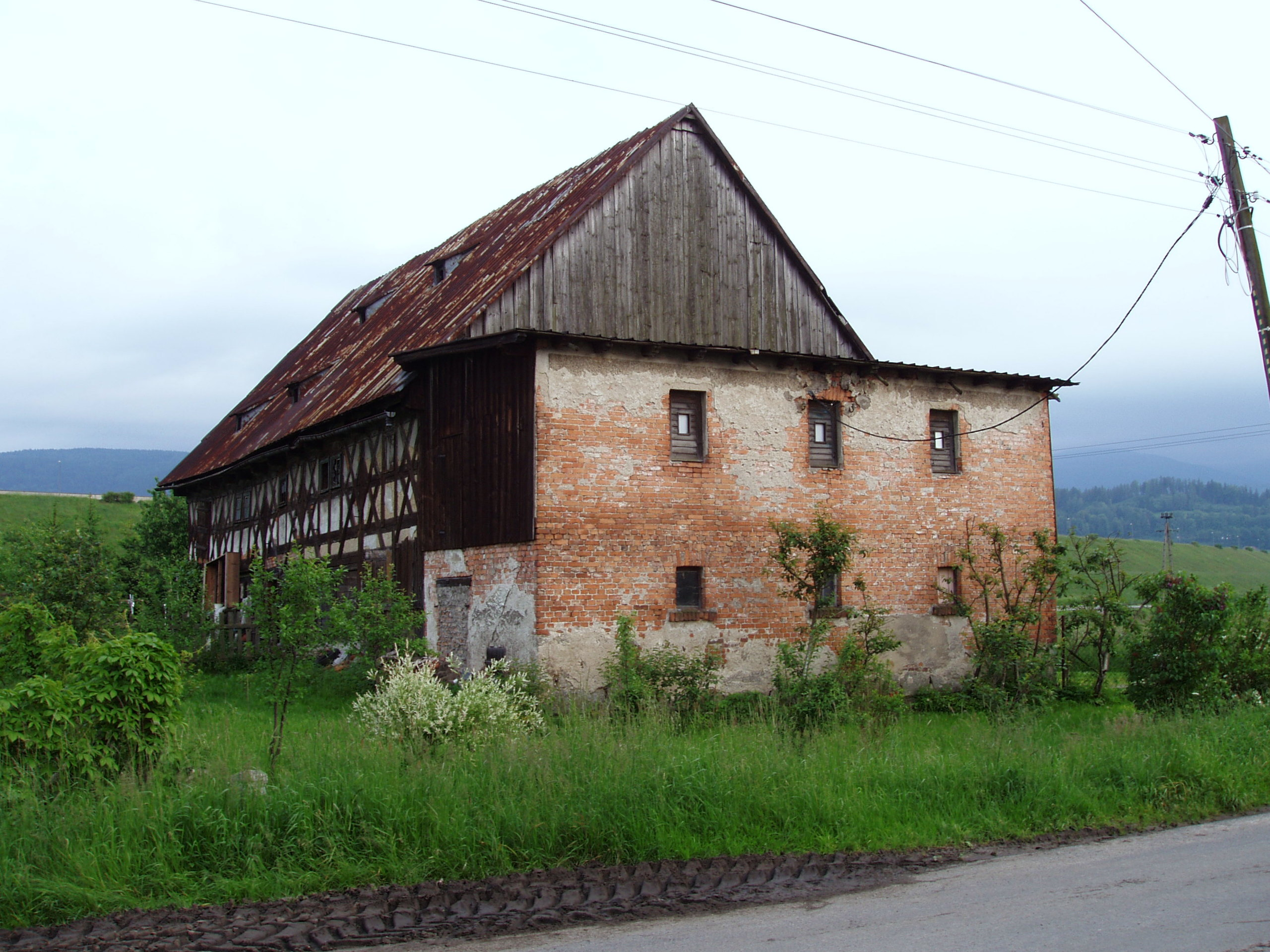
Zabytkowa dawna karczma
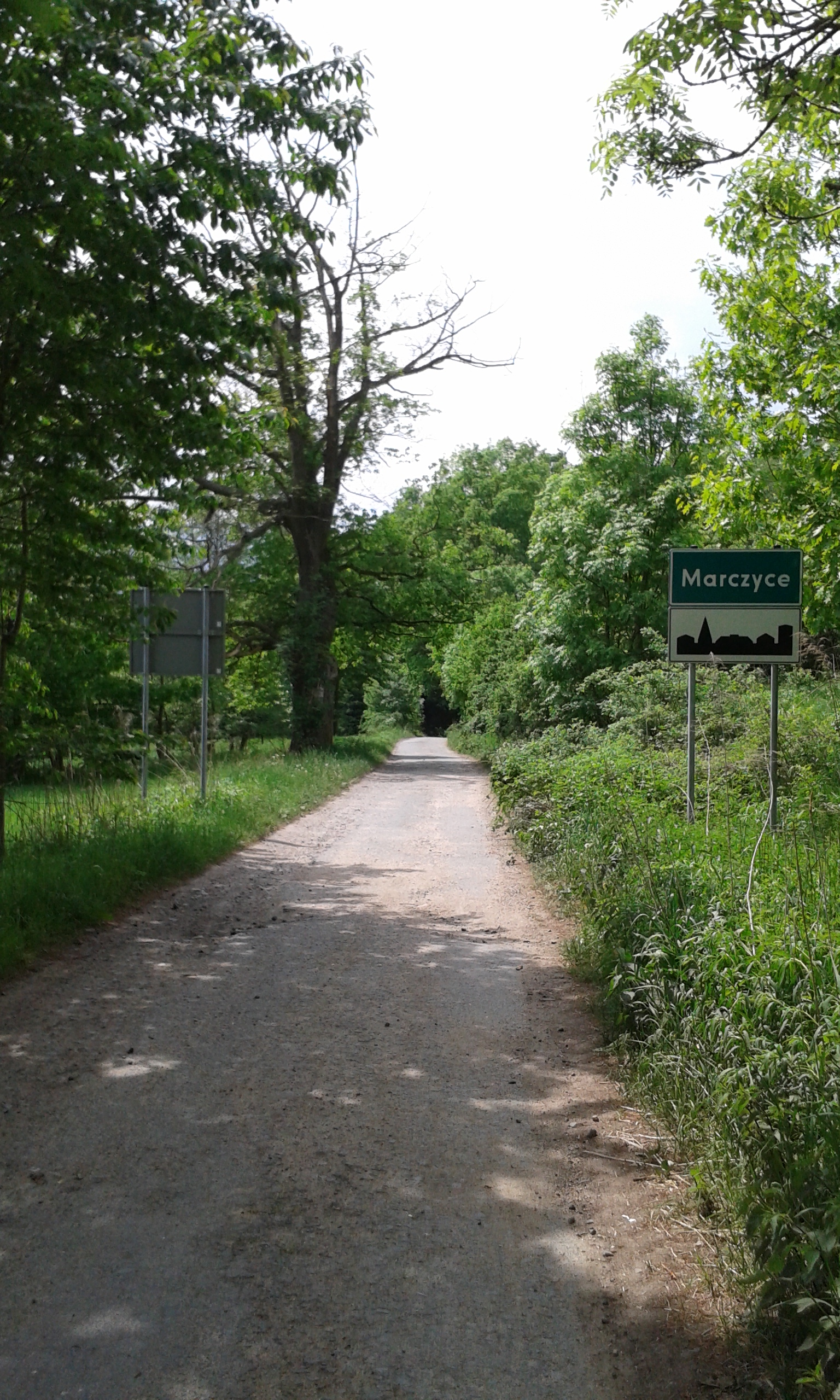
Wjazd do Marczyc od strony północno-wschodniej (od strony Staniszowa)
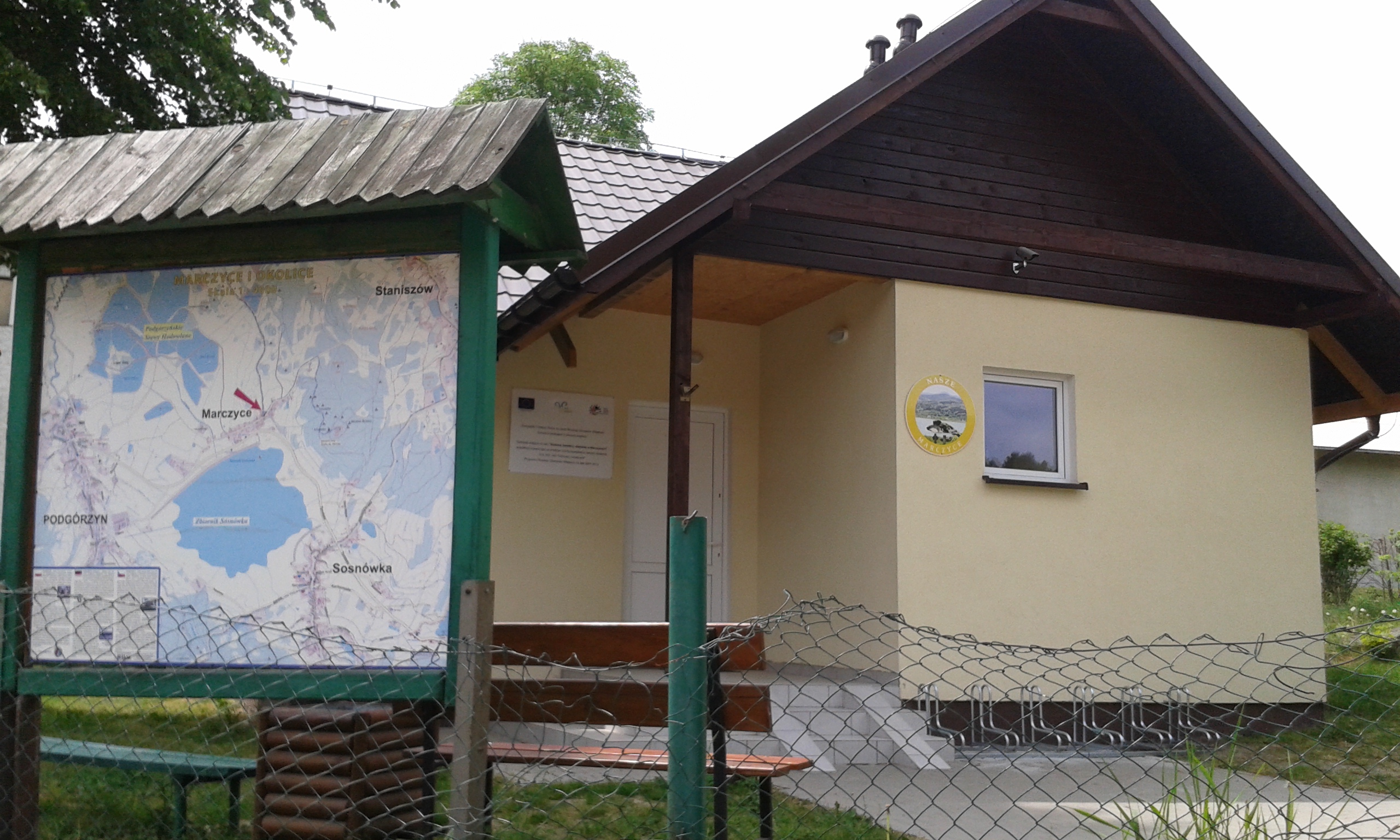
Świetlica wiejska